# Who the Hell Is Edgar?
"Who the Hell Is Edgar?" er en sang af de østrigske sangere Teya
og Salena, udgivet den 8. marts 2023. Sangen skal repræsentere Østrig i Eurovision Song Contest 2023, efter at den blev valgt internt af ORF, den østrigske udsender til Eurovision Song Contest.